# Skaner radiowy

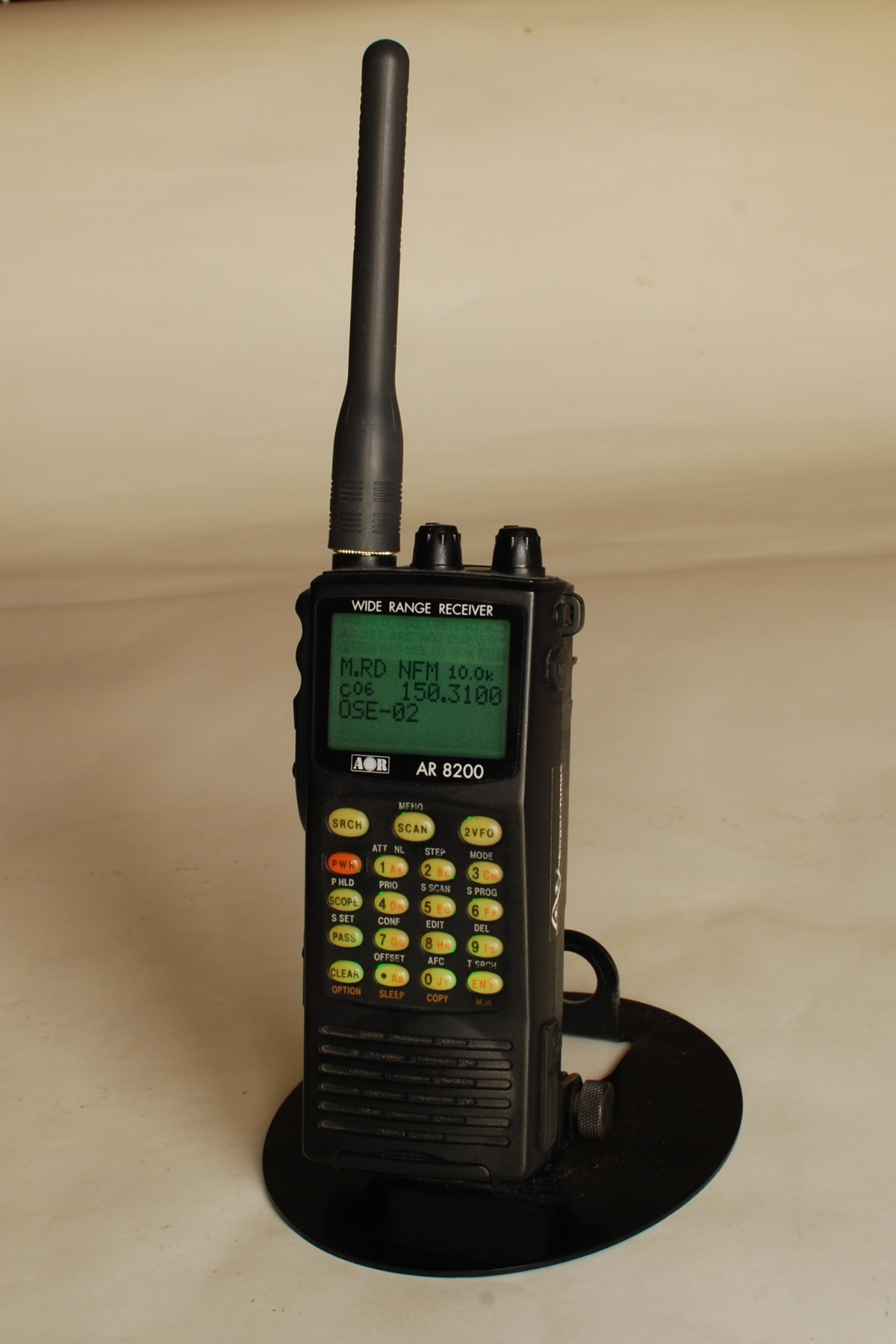
Przenośny skaner radiowy

Skaner radiowy – szerokopasmowy odbiornik radiowy, służący do odbioru transmisji analogowych lub cyfrowych. W zależności od modelu skanera, przedział odbioru może wynosić od 1 kHz do 1300 MHz. Skanowanie polega na bardzo szybkim automatycznym przeskakiwaniu poprzez uprzednio zaprogramowane częstotliwości lub szybkim krokowym skanowaniu w wybranym przedziale częstotliwości. Skanery umożliwiają między innymi nasłuch CB radia, pasm krótkofalarskich, częstotliwości lotniczych, a także wielu innych środków komunikacji, stąd skanery są dosyć rozpowszechnione wśród osób uprawiających spotting oraz wśród radioamatorów.
Oprócz analogowych transmisji głosowych, możliwy jest też odbiór transmisji cyfrowych, na przykład systemu ACARS. Aby korzystać z tego systemu wymagane jest oprogramowanie komputerowe, które umożliwia przetworzenie sygnału audio w informacje tekstowe, które można odczytywać na komputerze. Droższe modele skanerów posiadają wbudowaną możliwość dekodowania zaawansowanych systemów trunkingowych, jak na przykład EDACS.
Wygląd skanerów przypomina radiostacje przenośne lub bazowe, jednak pozbawione są możliwości nadawania sygnału radiowego.

## Najpopularniejsze marki skanerów
- Uniden
- Icom
- Yaesu
- AOR
- RadioShack
- Alinco
- Yupiteru
- Maycom